# Вдовина, Ирена Сергеевна
Ирена Сергеевна Вдовина (3 декабря 1937, Москва, СССР) — советский и российский философ

, доктор философских наук (1983), специалист по эстетике и французской философии.

## Биография
В 1962 году окончила философский факультет МГУ им. М. В. Ломоносова и начала работать в ИФ АН СССР, где в 1972 году защитила кандидатскую диссертацию «Проблема личности во французском персонализме». В 1983 году защитила докторскую диссертацию «Французский персонализм». Читала лекционный курс «Современная философия Франции» в РОУ. Принимала участие в написании учебного пособия «Буржуазная философия XX века», где в соавторстве с Людмилой Шершенко написала главу о персонализме. Сферой научных интересов И. Вдовиной является философия Франции XX века: персонализм, феноменология, герменевтика.

## Основные работы
- Эмманюэль Мунье: личность и цивилизация. М.; СПб.: Центр гуманитарных инициатив, 2022. 116 с.
- Феноменология во Франции. Историко-философские очерки. М.: Канон+, 2009. 399 с.
- Эстетика французского персонализма. М.: «Искусство», 1981. 172 с.
- Французский персонализм (критический очерк философского учения). М.: Наука, 1977. 128 с.
- Проблема человеческой взаимности в современной философии Франции // Философские науки, № 9. 2017. С. 98-117.
- Л. Н. Шершенко, Вдовина И. С. Персонализм // Буржуазная философия XX века / Под ред. Л. Н. Митрохина, Т. И. Ойзермана, Л. А. Шершенко. — М. : Политиздат, 1974. — С. 259—290. — 335 с. — 100 тыс. экз.

### Составитель и редактор
- Буржуазная философская антропология XX века. М., 1989;
- Мартин Хайдеггер и современность. М., 1992;
- Философы двадцатого века. М., 1999.